# Nieuw-Namen
Nieuw-Namen est un village appartenant à la commune néerlandaise de Hulst, situé dans la province de la Zélande, en Flandre zélandaise. En 2009, le village comptait 1 072 habitants.

## Étymologie
Nieuw-Namen était autrefois connu sous le nom Hulsterloo, le village est cité en tant que tel pour la première fois dans un acte subvention de 1136. Hulsterloo est cité dans le Roman de Renart.
Le village a disparu et a été reconstruit sous le nom de Kauter ce qui signifie haut lieu. La frontière a été fixée en 1664 à la limite du village. De fait une partie des habitations se trouvent en Belgique.
En 1858 le nom a été changé en Nieuw-Namen en souvenir des villages engloutis par la mer en 1715, dont celui de Namen.

## Histoire
Nieuw-Namen est l'un des rares endroits de Zélande, où des objets préhistoriques tels que pointes de flèche en silex, peuvent être trouvés.
Hulsterloo était connu comme un lieu de passage pour l'Abbaye de Premonstratenzers. Cette abbaye était connue par une statue miraculeuse de Marie qui a attiré de nombreux pèlerins. Cette sculpture est maintenant dans l'église de Drongen.
En 1578 et 1580 l'abbaye fut détruite par les Gueux. Dans les années suivantes, des inondations se produisent et le village se dépeuple. Plus tard un port a été créé, vers 1840, il avait une flotte de 65 navires. Les pêcheurs vivaient des anchois et des mollusques. La contrebande donnait aussi un certain revenu. La remise en état des terres agricoles fait que la pêche a cessé son activité.
En 1858 Nieuw-Namen était une commune indépendante.
De 1815 à 1970, le village fait partie de la municipalité Clinge. Depuis 1970 il fait partie de la municipalité de Hulst.

## Nature et des Paysages
Nieuw-Namen est entouré de polders argileux d'origine marine, en particulier les polders Saeftinge et Hedwigepolder.
Une carrière est un monument géologique, où la transition entre le Pliocène et le Pléistocène peut être observée, ce qui est unique dans la région.
Le pays inondé de Saeftinghe est une vaste zone de marais salants, situé au nord du hameau du village Emmadorp.